# Rimicola sila
Rimicola sila är en fiskart som beskrevs av Briggs, 1955. Rimicola sila ingår i släktet Rimicola och familjen dubbelsugarfiskar. IUCN kategoriserar arten globalt som livskraftig. Inga underarter finns listade i Catalogue of Life.